# 13 Samodzielny Pułk Lotnictwa Transportowego

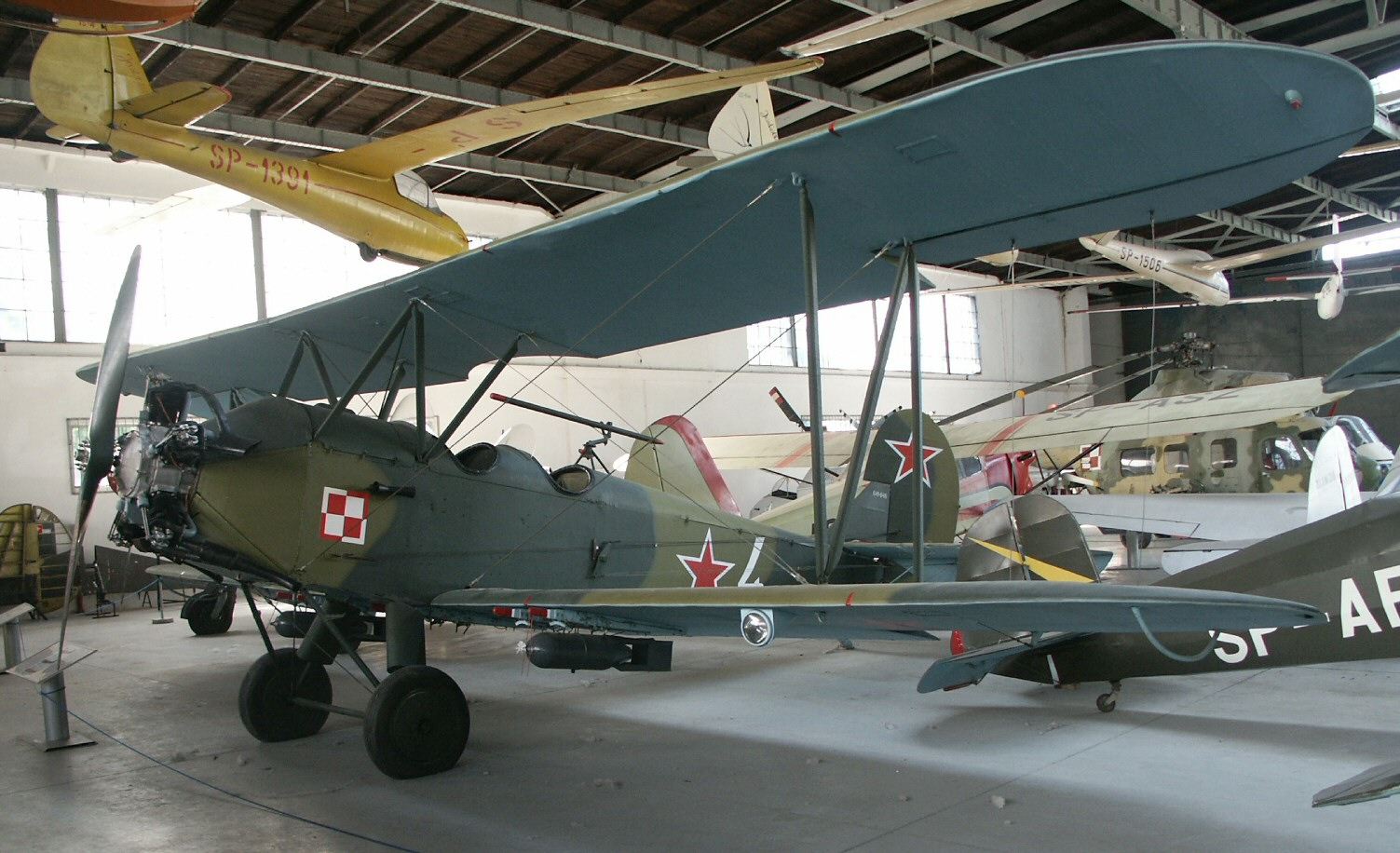
Po-2

13 Samodzielny Pułk Lotnictwa Transportowego (13 plt) – oddział lotnictwa transportowego ludowego Wojska Polskiego. 

## Formowanie i zmiany organizacyjne
Pod koniec 1944 roku, na bazie radzieckiego 713 Pułku Lotnictwa Transportowego z 6 Armii Lotniczej, na lotnisku w Jarosławiu (ZSRR) sformowano 13 Samodzielny Pułk Lotnictwa Transportowego. Później przebazowano go na lotnisko Mokre koło Zamościa. Etat jednostki przewidywał 96 osób i 32 samoloty Po-2, specjalnie przystosowane do przewożenia różnych ładunków i żołnierzy. W grudniu 1944 roku w pułku było 33 pilotów i 11 nawigatorów. 1 maja 1945 roku było 91 osób, a 28 załóg i 31 samolotów w tym 30 - Po-2 i jeden Szcze-2. 
W kwietniu i maju zasadniczym miejscem postoju pułku było lotnisko mokotowskie w Warszawie.
Po zakończeniu działań wojennych polskie wojska lotnicze przeszły na stopę pokojową. Do 25 lipca 1945 roku 13 Samodzielny Pułk Lotnictwa Transportowego został rozformowany. Żołnierze i środki materiałowe  przekazano do 17 Mieszanego Pułku Lotniczego, a sztandar pułku  do Centralnego Muzeum Armii Czerwonej.
W 1967 roku 55 Pułk Lotnictwa Transportowego przejął numer i tradycje bojowe wojennego 13 Pułku Lotnictwa Transportowego.

## Obsada etatowa pułku
- dowódca pułku - mjr Wasyl Kozaków
- zastępcą do spraw polityczno-wychowawczych - mjr Kieriew
- szef sztabu - ppłk Iwan Reszetow
- zastępca szefa sztabu - kpt. Rożniew
- dowódca 1 eskadry - kpt. Baczman
- dowódca 2 eskadry - kpt. Afanasiej
- dowódca 3 eskadry - kpt. Szebanow